# 2022年綜合撥款法
2022年綜合撥款法（英語：Consolidated Appropriations Act, 2022）是美国一項1.5萬億美元的撥款法案。 該法案於2022年3月14日由美国国会通過。該法案於2022年3月15日由美国总统乔·拜登簽署成為法律。法案內容包括向乌克兰提供136億美元的援助，作為美国對俄羅斯入侵烏克蘭的部分回應。

## 內容
該法案包括重新授權《暴力侵害婦女法》，該法案已於2019年失效。
該法案「包括禁止美国国务院及其外交部門使用任何『不準確地』將臺灣描繪為中國一部分的地圖」。後續修正「禁止美國行政部門花錢製作、採購或展示任何『不正確標示』台灣領土的地圖」。

## 各界反應
- 台灣外交部針對地圖方面的立法表示，此事證明「台灣不是中國的領土」，並感激美方透過實質立法，促進台美關係[6]。

## 資料來源
1. 1 2 3  Probasco, Jim. . Investopedia.   [15 March 2022]. （原始内容存档于2022-05-07）.
2. 1 2  Pramuk, Jacob. . CNBC.com.   [15 March 2022]. （原始内容存档于2022-04-26）.
3. ↑  Amiri, Farnoush. . ABC News.   [15 March 2022]. （原始内容存档于2022-04-04）.
4. ↑  Staff writer. . Taipei Times.   [March 15, 2022]. （原始内容存档于2022-04-11）.
5. ↑  美眾院通過法案　禁國防部展示台灣納入中國地圖 2025/7/21 中央社
6. ↑  美國通過台灣「誠實地圖」法案 北京強烈抗議 並稱華府將有「難以承受的後果」 （页面存档备份，存于） BBC 2022.3.16